# 保罗·范泽兰
保罗·纪尧姆·范泽兰（法語：Paul Guillaume van Zeeland；1893年11月11日—1973年9月22日），生于苏瓦尼，比利时律师、经济学家、天主教政客和政治家。

## 生平
范泽兰是法律学教授，后在鲁汶天主教大学任经济学学院的主任和比利时国家银行的副行长。 在1935年3月他成为全国团结联合政府的首相。 他消退这个国家由货币贬值和依靠对膨胀性预算的政策而经历的经济危机。
范泽兰政府在1936年春由于REX（一个比利时法西斯主义党）的鼓动而辞职，但能够开始一个新任期（1936年6月－1937年11月）。在宣告军事法律以后，这个政府能够压制法西斯主义者。第二届范泽兰政府完成一个进步社会改革项目，介绍一星期40小时工作和反对失业措施，帮助缓和政治紧张。并且在他的第二届任期期间，比利时放弃它与法国的军事联盟和恢复对它的传统" 中立地位" 政策。
1937年4月11日，范泽兰以76%压倒性的多数票赢得比利时首相选举，而他的競爭對手莱昂·德格雷勒只获得19%的选票。1937年7月28日，范泽兰被指控其在担任首相期间曾接受国家银行的报酬，范泽兰极力否认这一指控。因此，政府指示时任财政部长的亨利·德曼调查此事。1937年8月18日，亨利·德曼提交了对范泽兰不利的调查报告，证实范泽兰确实收受33万法郎。1937年10月25日，范泽兰宣佈辞职。范澤蘭的國會議員身份則保留至1939年4月2日選舉前。
1939年，范泽兰成为建立在伦敦的难民委员会会长，1944年他被任命为归国比利时人移置事物的高级代表。二戰結束後，他在1949年和1954年之间的几个天主教党政府中担任对外事务大臣和比利时政府的经济顾问以及北大西洋公约组织委员会的部长。
| 前任： 布罗克维尔伯爵 | 比利时首相 1935年－1937年 | 繼任： 保罗-埃米尔·让松 |